# هنري أميس بلاد
هنري أميس بلاد (بالإنجليزية: Henry Ames Blood)‏ هو مؤرخ أمريكي، ولد في 7 يونيو 1836 في Temple, New Hampshire ‏ في الولايات المتحدة، وتوفي في 30 ديسمبر 1900 في واشنطن العاصمة في الولايات المتحدة.